# Cantar dos Reis

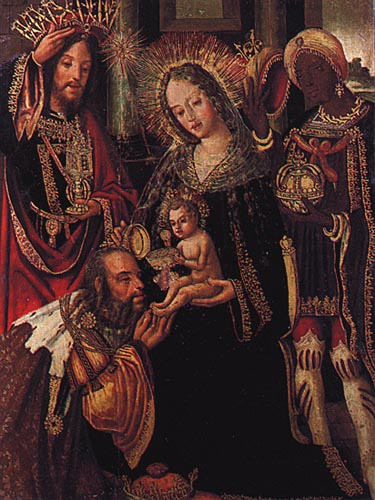
Vicente Gil: Adoração dos três Reis Magos (1498-1518) no Museu Nacional Machado de Castro.

O cantar dos reis ou reisadas é uma tradição secular portuguesa celebrada por volta do dia de Reis. Nesta, um grupo de populares, chamados de "reiseiros", tocam e cantam às portas das casas, invocando a celebração da visita dos três Reis Magos para pedir esmolas e donativos. É muito semelhante à tradição das janeiras, que usa como pretexto o ano-novo.
O costume é já referido no final do século XVI em duas obras do dramaturgo português António Prestes: Auto do Procurador e Auto dos Dous Irmãos:
Como exemplo pode realçar-se a tradição do Porto, em que os grupos de reiseiros se organizavam de acordo com a ocupação, vizinhança, associação, ou nacionalidade, para percorrerem as ruas da cidade em procissão, cantando também à porta das casas. Existem registos de que nos Reis de 1882 soavam instrumentos como "zabumbas, ferrinhos e as gaitas de foles anasaladas, exclusivas dos carrejões galegos". Durante as celebrações ainda tinham lugar uma pantomina e um auto dos Reis.
As cantigas interpretadas, recolhidas por vários autores portugueses, comummente adaptam antigos romances, conhecidos invariavelmente como romances dos três Reis Magos. Por vezes principiam com o famoso chamamento "Ó da casa, nobre gente / escutai e ouvireis, / da parte do Oriente, / são chegados os três Reis".
A tradição não é exclusiva de Portugal, existindo paralelos um pouco por toda a Europa, como os "cantores da estrela".